# J. Bernlef
J. Bernlef (pseudônimo de: Jan Hendrik Marsman; Sint Pancras, 14 de janeiro de 1937 − Amsterdã, 29 de outubro de 2012) foi um escritor, letrista, e tradutor holandês.